# Marobela
Marobela is een dorp in het district Central in Botswana. De plaats telt 1672 inwoners (2011).

## Geboren
- Nijel Amos (1994), atleet